# Brian Moore (scrittore)
Brian Moore (Belfast, 25 agosto 1921 – Malibù, 11 gennaio 1999) è stato uno scrittore britannico.
È stato acclamato per le descrizioni nei suoi romanzi della vita in Irlanda del Nord dopo la seconda guerra mondiale, in particolare per la sua analisi delle divisioni tra le comunità in seguito al conflitto nordirlandese. Ha ricevuto il James Tait Black Memorial Prize nel 1975 ed è stato finalista del Booker Prize tre volte. Moore ha anche scritto sceneggiature e molti dei suoi libri sono stati trasformati in film.

## Opere
Questa è una lista parziale delle opere di Brian Moore.

### Romanzi
- Wreath for a Redhead (1951, pubblicato negli Stati Uniti col titolo Sailor's Leave)
- The Executioners (1951)
- French for Murder (1954, come Bernard Mara)
- A Bullet for My Lady (1955, come Bernard Mara)
- La segreta passione di Judith Hearne (Judith Hearne, 1955, e ristampato col titolo The Lonely Passion of Judith Hearne nel 1956), trasposto nell'omonimo film nel 1987
- This Gun for Gloria (1956, come Bernard Mara)
- Intent to Kill (1956, come Michael Bryan)
- The Feast of Lupercal (1957, ristampato col titolo A Moment of Love)
- Murder in Majorca (1957, come Michael Bryan)
- The Luck of Ginger Coffey (1960)
- An Answer from Limbo (1962)
- The Emperor of Ice-Cream (1965)
- I Am Mary Dunne (1968)
- Fergus (1970)
- The Revolution Script (1971)
- Cattolici (Catholics, 1972)
- The Great Victorian Collection (1975), vincitore del James Tait Black Memorial Prize
- The Doctor's Wife (1976), finalista al Booker Prize
- The Mangan Inheritance (1979)
- The Temptation of Eileen Hughes (1981)
- Cielo gelido (Cold Heaven, 1983)
- Manto nero (Black Robe, 1985, tradotto in italiano anche con il titolo Fuochi morenti)
- The Colour of Blood (1987), finalista al Booker Prize
- Le menzogne del silenzio (Lies of Silence, 1990), finalista al Booker Prize
- No Other Life (1993)
- La caccia (The Statement, 1995)
- La moglie del mago (The Magician's Wife, 1997)

### Sceneggiature
- The Luck of Ginger Coffey (1964)
- Il sipario strappato (1966)
- Catholics (1973)
- Il sangue degli altri (1984)
- The Sight (1985)
- Il giorno prima (Control, 1987)
- Black Robe (1991)